# Kamienica przy ulicy Chopina 18 w Katowicach
Kamienica przy ulicy Fryderyka Chopina 18 w Katowicach – narożna kamienica mieszkalna, położona przy ulicy F. Chopina 18 (róg z ulicą Sokolską) w Katowicach, w dzielnicy Śródmieście. Wzniesiono ją w 1899 roku w stylu historyzmu, a 23 października 2014 roku została ona zniszczona w wyniku wybuchu gazu.

## Historia
Kamienica została wybudowana w 1899 roku, a jej budowniczym był A. Wollf. W 1935 roku właścicielami budynku przy ówczesnej ulicy Szopena 18 byli Sercarz i Steinhard, a zamieszkiwali w niej osoby różnej profesji. Była ona wówczas także siedzibą spółki „Carbopetrol”.

### Wybuch gazu w kamienicy (2014)

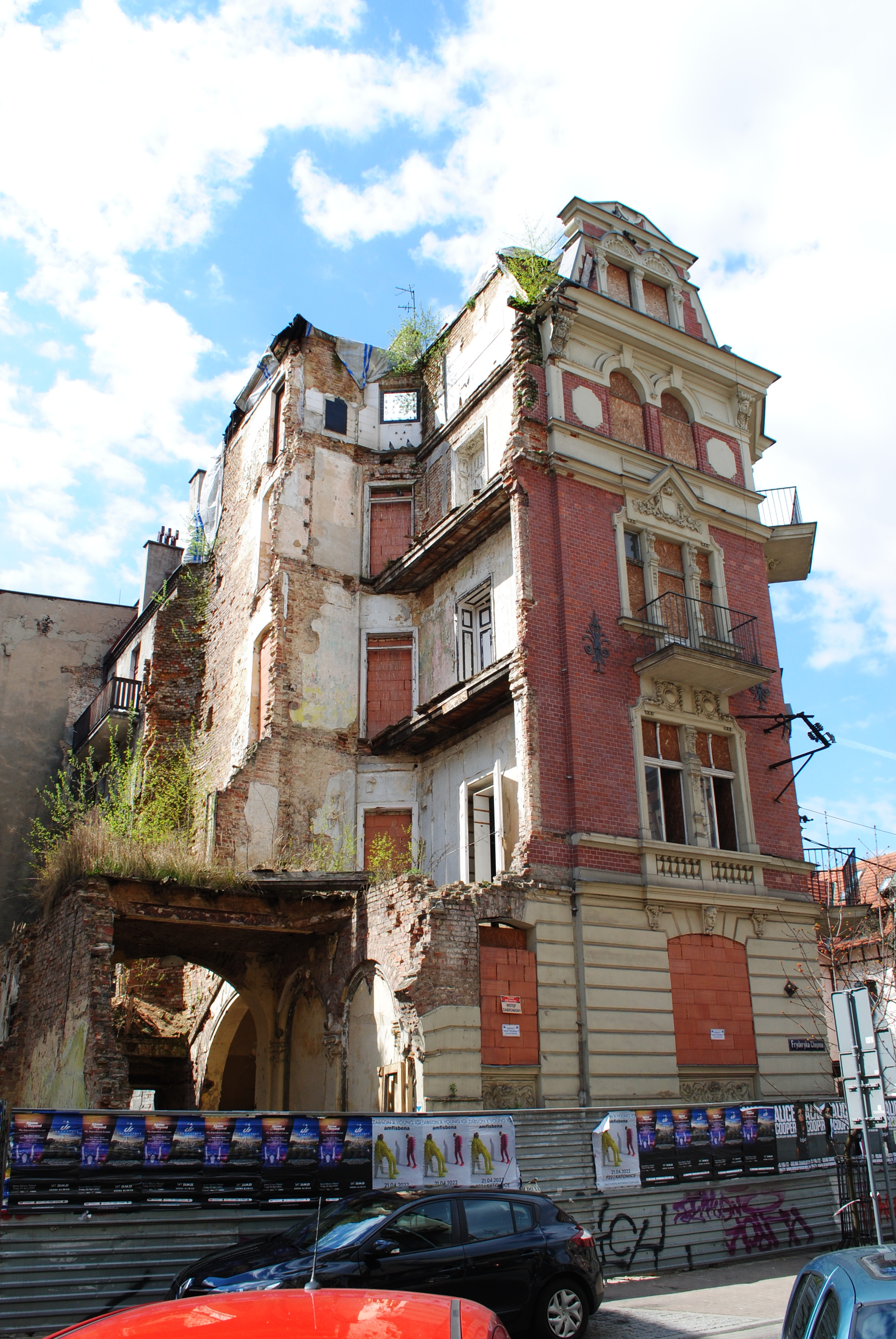
Fragment zniszczonej w wybuchu gazu 23 października 2014 roku fasady

Przed godziną piątą rano, 23 października 2014 roku kamienica uległa zniszczeniu spowodowanemu przez wybuch gazu. Zawaliła się ściana frontowa niedawno wyremontowanego budynku, przy której ocalała jedynie pierwsza kondygnacja. W wyniku zdarzenia zginął dziennikarz Faktów TVN Dariusz Kmiecik, jego żona, dziennikarka TVP Katowice Brygida Frosztęga-Kmiecik oraz ich 2-letni syn, a pięć kolejnych osób trafiło do szpitali. W chwili wybuchu w kamienicy było zameldowanych ponad 20 osób.
Jeszcze tego samego dnia zabrzański oddział Polskiej Spółki Gazownictwa powołał komisję mająca na celu ustalenia przyczyny wybuchu gazu w budynku, a śledztwo w sprawie przyczyny katastrofy podęła Prokuratura Okręgowa w Katowicach. Śledczy na początku swoich prac prócz oględzin zajęli dokumentację budynku i przesłuchali pierwszych świadków. Zlecili też sekcje zwłok ofiar katastrofy. Według informacji prezydenta Katowic Piotra Uszoka w mieszkaniu, z którego najprawdopodobniej 24 października 2014 roku miał być eksmitowany lokator, instalacja gazowa została wcześniej odcięta.
Akcja przeszukiwania i odgruzowywania budynku została zakończona w następny dzień przed godziną czwartą. Dwa dni po wybuchu, 25 października 2014 roku rozpoczęła się częściowa rozbiórka kamienicy. Ciężki sprzęt usuwał gruz i niebezpieczne elementy z rumowiska. Powiatowy Inspektor Nadzoru Budowlanego w Katowicach stwierdził, iż nie było zagrożenia dla sąsiadujących z kamienicą budynków, a także zostały one poddane stosownym oględzinom.
28 października 2014 roku w katowickiej archikatedrze Chrystusa Króla odbyła się msza św. żałobna zmarłej w katastrofie rodziny Kmiecików pod przewodnictwem arcybiskupa katowickiego Wiktora Skworca, po czym zostali pochowani na cmentarzu komunalnym przy ulicy Murckowskiej. Mieszkańcy, który dotychczas zamieszkiwali przy ulicy F. Chopina 18, otrzymali klucze do nowych mieszkań zaproponowanych przez katowicki magistrat.
Z pierwszych ustaleń prokuratury, ogłoszonych w listopadzie 2014 roku wynikało, że jedną z bardziej prawdopodobnych hipotez była taka, iż wybuch był następstwem celowych działań. Do wybuchu doszło w mieszkaniu zmarłego kilka dni po wybuchu kamienicy lokatora, który miał być dzień później eksmitowany. 6 kwietnia 2017 roku rzeczniczka Prokuratury Okręgowej w Katowicach Marta Zawada-Dybek poinformowała o umorzeniu przez prokuraturę śledztwa w sprawie wybuchu gazu w kamienicy. Podstawą tej decyzji była śmierć osoby podejrzewanej o doprowadzenie do wybuchu. Sprawcy nigdy nie udało się przesłuchać, gdyż od początku znajdował się on w skrajnie ciężkim stanie, a śledztwo wykluczyło udział innych osób w tym wydarzeniu.
Po wybuchu w kamienicy pojawiały się różne koncepcje co zrobić ze zniszczonym budynkiem. W wyniku ekspertyzy ustalono, iż zużycie budynku sięgało 79%, a koszt jego odbudowy miał wynosić 6–8 mln złotych, na co wspólnota mieszkaniowa nie miała tylu środków finansowych. W styczniu 2019 roku zniesiona została odrębna własność lokali, a 28 stycznia 2020 roku miasto Katowice sprzedało w przetargu swoje udziały w kamienicy przy ulicy F. Chopina 18. Zakupił je Mariusz Jokiel Horzonek, który był wówczas właścicielem sąsiedniej kamienicy przy ulicy Sokolskiej 9.
W wyniku wybuchu została wyłączona z użytkowania również sąsiednia kamienica przy ulicy F. Chopina 16. Budynek ten kupiła będzińska firma Housepack, która w 2019 roku otrzymała pozwolenie na budowę i rozpoczęła prace nad jego przebudową. Prace te ukończono do 2021 roku.

## Charakterystyka

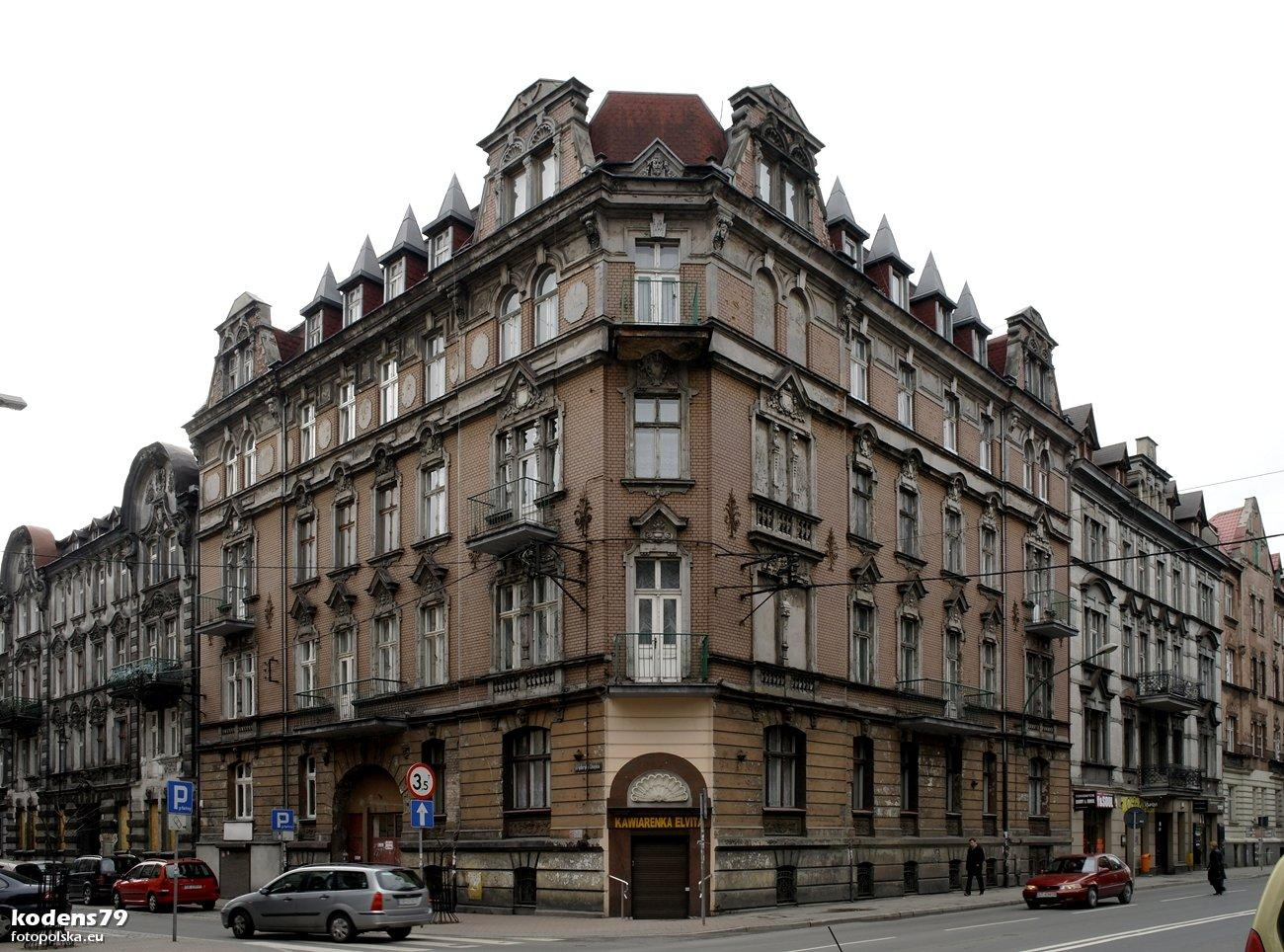
Kamienica w 2012 roku (widok od strony ulicy Sokolskiej)

Narożna kamienica mieszkalna położona jest przy ulicy F. Chopina 18 (róg z ulicą Sokolską) w Katowicach, w granicach dzielnicy Śródmieście.
Według stanu z maja 1993 roku był to budynek murowany z cegły, wybudowany na planie odwróconej litery „L”, ze ściętym narożnikiem, kryty mansardowym dachem i z lukarnami na narożnikach. Posiadał on 5 kondygnacji nadziemnych i 1 podziemną. W wyniku wybuchu z 2014 roku kamienica utraciła dużą część bryły od strony ulicy F. Chopina – zachował się tam jedynie fragment parteru budynku.
Kamienica architektonicznie posiadała cechy historyzmu. Obie elewacje kamienicy miały według stanu z maja 1993 roku po 6 osi, a narożnik był jednoosiowy. Elewacje te były symetryczne, a na skrajach zostały one nieznacznie wysunięte w formie ryzalitów. Parter był tynkowany i boniowany pasowo, a elewacje powyżej były wówczas oblicowane cegłą.
Otwory okienne na poziomie parteru były zakończone łukiem odcinkowym, a na wyższych kondygnacjach prostokątne. W ryzalitach na czwartej kondygnacji zostały one zakończone półkoliście, a na drugiej i trzeciej kondygnacji posiadały tynkowane opaski z trójkątnymi naczółkami. Okna zostały ozdobione stiukową dekoracją roślinną z motywami kartuszy herbowych i kaboszonów. Stolarka okienna była wówczas cztero- i sześciokwaterowa, ze ślemieniem.
Pierwszy bieg schodów wewnątrz był lastrykowy, a od drugiej kondygnacji schody były dwubiegowe, drewniane i z balustradą tralkową. Brama przejazdowa była sklepiona odcinkowo, dwuprzęsłowa, a ściany były rozczłonkowane arkadami. Brama miała bogatą dekorację sztukatorską.
Kamienica nie miała oficyn.
Budynek wpisany jest do gminnej ewidencji zabytków miasta Katowice.